# Bruno Majcherek
Bruno Siegfried Majcherek (* 3. Januar 1936 in Heerlen, Niederlande; † 29. September 2020) war ein niederländischer Sänger, Klarinettist und Komponist polnischer Herkunft. Majcherek war Frontman und Sänger der Regento Stars.

## Leben

### Frühe Jahre
Bruno Majcherek wurde als Sohn der polnischen Einwanderer Stanislaus Majcherek (1904–1962) und Maria Brenk (1913–1998) geboren. Seine Großeltern stammten aus polnischen Bauernfamilien, die während der ersten industriellen Revolution vom stark wachsenden Steinkohlebergbau angeworben wurden. Sowohl sein Vater als auch Großvater mütterlicherseits arbeiteten im deutschen Ruhrgebiet und französischen (Nord-Pas-de-Calais) Bergwerken, bevor sie Ende der 1920er Jahre bei den südniederländischen Bergwerken anfingen, die seinerzeit einen höheren Sicherheitsstandard, höhere Einkünfte und politische Stabilität boten. Außerdem bevorzugte die mächtige katholische Kirche im Süden der Niederlande katholische Migranten gegenüber protestantischen Niederländern aus den nördlichen Provinzen (Holland).
Die Familie war im Vergleich zu den durchschnittlichen katholischen Familien in den Niederlanden mit nur zwei Kindern sehr klein, aber sie zog Ende der 1930er Jahre aus einer kleinen Wohnung in Heerlen-Nord in ein größeres Haus mit Garten um, in die neu von der Oranje-Nassau Bergwerksgesellschaft erschaffene und verwaltete Bergwerkssiedlung Husken. Die Siedlung war stark dominiert vom Bergwerk mit Bergehalde, Fördertürmen und Kaminen in unmittelbarer Nähe.
Die Familie überlebte den Zweiten Weltkrieg relativ unversehrt, obwohl Brunos Vater und andere männliche Verwandte während einer Razzia nach Deutschland als Zwangsarbeiter deportiert wurden. Während der letzten Kriegstage kam ihnen das Chaos in Deutschland zugute und sie schafften es, vor den einziehenden Besatzungstruppen zurück nach Heerlen zu fliehen. Brunos Eltern sprachen anfangs polnisch und deutsch, beschlossen aber nach Kriegsende in Holland zu bleiben und nahmen die niederländische Staatsbürgerschaft an. Im Gegensatz zu seiner Schwester lehrten sie Bruno nicht polnisch, sondern niederländisch.
Der junge Bruno war ein begeisterter Fußballer und trat in den örtlichen Fußballverein ein. Als Alternative wurde er von seiner Mutter an der Musikschule und im Musikverein angemeldet. Akribisch erlernte er das Klarinettespielen, getreu seinen Vorbildern: Niederländische und amerikanische Orchester der 1940er Jahre (u. a. Malando, Eddy Christiani, Benny Goodman, Duke Ellington).

### 1950 bis 1960
Da in der Grundschule von Husken ausschließlich Kinder von Bergleuten unterrichtet wurden, war es Bruno ebenso wie seinen Mitschülern vorbestimmt, ebenfalls den Beruf des Bergmanns zu ergreifen.
Seine Eltern bestanden aber vorher auf einer Ausbildung. So begann er 1951 eine Ausbildung zum Maschinenschlosser. Nach Abschluss der Ausbildung, zwei Jahre später, ergriff Bruno schließlich doch den Beruf des Bergmanns, aufgrund der besseren Verdienstmöglichkeiten. Dort traf er weitere Musiker, welche die verschiedensten Instrumente spielten. Man beschloss, eine Musik-Kapelle zu gründen. Die Kapelle spielte in Lokalen und Tanzlokalen. Die Besetzung wechselte anfangs ständig und mit Musikern osteuropäischer Herkunft begann man Polkas und Walzer zu komponieren, deren Melodien auf polnischer Folklore basierten.

## Musikalischer Werdegang

### 1960 bis 2009
Trompeter Otto Zerdoner spielte eine Trompete der Marke Regento. So beschloss man, die Gruppe Regento Stars zu nennen. Weitere Mitglieder waren: Dora Zerdoner-Groschely – Akkordeon; Jo Theunissen – Gitarre; Zigmund Zawodny – Schlagzeug und Bruno Majcherek – Klarinette, Saxophon und Gesang. Das Programm wurde erweitert durch polnische und deutsche Tangomusik, versehen mit zweideutigen, teils frivolen Texten. Die Gruppe hatte damit großen Erfolg, rief aber auch Skeptiker und vor allem die katholische Kirche auf den Plan. So warnten südniederländische Priester während der Predigt vor dieser „sündhaften Musik“.
Die Gruppe verfolgte dennoch ihr Konzept mit steigendem Erfolg. Bei einem Auftritt weilte ein Amsterdamer Musikproduzent im Publikum, der zwar kein Wort verstand, was die Gruppe sang (deutsch), aber dennoch das Potential erkannte. Vor allem die positive Reaktion des Publikums verblüffte ihn. So erhielten die Regento Stars ihren ersten Plattenvertrag bei dem kleinen Amsterdamer Label Tivoli. Im Frühjahr 1960 wurde in einem improvisierten Tonstudio (ein umgebauter Wohnwagen) die erste Single-Schallplatte produziert. Sie enthielt den von Fritz Löhner-Beda geschriebenen Titel Laila und den von Hütterli geschriebenen Titel Lugano.
Bruno Majcherek in einem späteren Interview zu Laila und Lugano:

„Man sagte mir, geh rein und sing. Dann war ihnen der Text zu langweilig. Ich dachte mir schnell etwas aus und sang es. Als ich meine Stimme später hörte, dachte ich, das hört sich an wie ein halskranker Lurch der in einen Blecheimer brüllt. Aber dem Produzenten gefiel es, und so wurde die Platte gepresst.
Dann benötigten wir einen Titel für die zweite Seite. Deshalb wurde die Veröffentlichung zurückgestellt. Als ich kurze Zeit später in Lugano Urlaub machte, sah ich am Eingang einer Kneipe Notenzettel liegen. Ich fragte den Wirt, er sagte er habe das Lied geschrieben und die Touristen nehmen das gerne mit. Ich fragte, ob wir den auf eine Schallplatte aufnehmen dürfen, er sagte: Macht doch damit was ihr wollt. So wurde „Lugano“ die B-Seite. Das ich bis an mein Lebensende mit diesen beiden Titeln identifiziert werde, daran hätte ich im Traum nicht gedacht.“

Die Platte entwickelte sich wider ersten Erwartungen in den Niederlanden zu einem Blitzerfolg. Innerhalb von wenigen Monaten wurden über 100.000 Exemplare verkauft. In Windeseile kletterte die Platte bei Radio Luxemburg, damals europaweiter Mittelwellensender, auf Platz 1. Tivoli lizenzierte die Rechte ins benachbarte Ausland. 1961 wurde Laila eine der meistgespielten Platten im Deutschen Rundfunk, kam zeitweise auf den Index und hielt sich dennoch monatelang auf Platz 1, zeitgleich mit der eigenen B-Seite Lugano auf Platz 2.

„Der in der Pressestelle der Firma (Philips) ansässige Uwe-Jens Tietjens rief aufgeregt und unkonventionell westdeutsche Journalisten an und versicherte, seine Firma stehe kopf. Ein toller Erfolg sei da. Man hätte von einer Neuerscheinung mehrere Folien an Großhändler verschickt. Und innerhalb von wenigen Tagen seien zunächst 35 000 Bestellungen eingegangen, und diese Zahl sei blitzartig auf 50 000 gestiegen …“

1961 erhielten die Regento Stars für Laila die Goldene Schallplatte für über 1 Million verkaufte Exemplare. 1963 starb Gitarrist Jo Theunissen bei einem Autounfall und wurde durch Men van Meegen ersetzt. Tivoli veröffentlichte in der Folgezeit weitere recht erfolgreiche Singles mit den Regento Stars, wie Oh, Donna Clara, Der Schlittenhund, Regento Polka, sowie ein Album Große Erfolge. Dann meldete die Plattenfirma plötzlich Konkurs an und wurde aufgelöst. Die Regento Stars sahen von ihren Verkaufstantiemen keinen Cent. Man arbeitete wieder im alten Beruf, trat nur noch gelegentlich auf und 1971 löste sich die Kapelle auf. Bruno hatte nach diesen Rückschlägen ebenfalls keine Lust mehr und gab die Musik erstmal auf. 1979 nahm sein ehemaliger Entdecker wieder Kontakt zu ihm auf und überredete ihn zu neuen Plattenaufnahmen. Im Dezember 1979 erschien beim Label Columbia seine erste LP nach 13 Jahren. Die alten Titel neu aufgemischt im aktuellen Sound fanden ihr Publikum. Die Platte erreichte Verkaufszahlen in sechsstelliger Höhe. In Folge erschienen regelmäßig neue Alben und Singles von Bruno, bei Sony Music Entertainment in Haarlem, Telstar in Weert und Marlstone in Maastricht. Auf Mallorca, in Deutschland, Belgien und den Niederlanden ist er bei Veranstaltungen gern gesehener Gast.

## Diskografie (Auswahl)

### Als Solokünstler

#### Alben
- 1969: Bei dir war es immer schön
- 1979: Abends in der Taverne
- 1985: Beim Flüstertango
- 1988: Bruno Majcherek
- 1994: Tango Time with Bruno
- 1995: Bruno Majcherek – de Regenboog Serie
- 2006: Mit 70 hat man noch Träume
- 2010: Laila – Mein Leben

#### Singles
- 1980: Christina
- 1987: Leila
- 1989:Tanze mit mir in den Morgen
- 1996: So wie die Nacht vergeht
- 1998: Weine nie
- 2008: Du schwarzer Zigeuner
- 2010: Laila (2010)[6]

### Mit denRegento Stars

#### Alben
- 1972: Hier sind die Regento Stars
- 1973: Große Erfolge
- 2010: Große Erfolge 2

#### Singles
- 1960: Laila
- 1961: Oh, Donna Clara
- 1962: Unter dem Fliederbaum
- 1963: Warum bist du gekommen?
- 1964: So eine Nacht wie damals
- 1965: Liebe war es nie

## Auszeichnungen
- Single Laila wurde 1961 mit Gold ausgezeichnet, 1,7 Millionen verkaufte Einheiten